# Graanmolen van de Grote Hoeve
De Graanmolen van de Grote Hoeve was een molen in de tot de Antwerpse gemeente Merksplas behorende inrichting: Merksplas-kolonie, gelegen aan de Kapelstraat.
Deze molen van het type rosmolen fungeerde als korenmolen.
Omstreeks 1880 werd deze molen ingericht als binnenrosmolen, maar het waren de in Merksplas-kolonie gevestigde bedelaars en landlopers, vaak oudere mannen, die aanvankelijk de molen moesten bedienen door tegen een achttal palen te duwen waar normaliter een paard voor zou zijn gespannen.
Tot iets na 1900 werd de molen op deze manier gebruikt. Later werd een motor als krachtbron gebruikt.
In 1955 werd de maalderij gesloopt op een paar resten na. Vanaf de jaren '80 van de 20e eeuw raakte het molengebouw in verval. Na 2012 volgde restauratie van het inrichtingscomplex en verdwenen ook de laatste resten die aan de molen hadden herinnerd.